# Djavan
Djavan Caetano Viana (Maceió, 27 de enero de 1949) es un cantautor brasileño de MPB (música popular brasileña) que combina ritmos tradicionales de Brasil con pop, rock y jazz.

## Historia
Nacido en una familia pobre del noreste (Maceió - Alagoas) de Brasil,  Djavan formó el grupo Luz, Som, Dimensão (‘luz, sonido, dimensión’, que forman el equívoco acrónimo LSD), tocando covers de The Beatles.
En 1973 Djavan emigró a Río de Janeiro y empezó cantando en clubes nocturnos. Después de competir en varios festivales, logró renombre y grabó el álbum A voz, o violão e a arte de Djavan en 1976. El álbum incluía la canción Flor de lis, la cual se convirtió en uno de sus más grandes éxitos.
Los álbumes que siguieron incluyeron sus otras influencias musicales, como la música africana. Los siguientes éxitos fueron Açaí, Samurái (en el que Stevie Wonder toca la armónica) y Sina.

## Discografía
- 1976: A voz, o violão, a música de Djavan, Som Livre (LP, CD).
- 1978: Djavan, EMI/Odeon (LP, CD).
- 1980: Alumbramento, EMI/Odeon (LP, CD).
- 1981: Seduzir, EMI/Odeon (LP, CD).
- 1982: Luz, Sony Music (LP, CD).
- 1984: Lilás, CBS (LP, CD).
- 1986: Meu lado, CBS (LP, CD).
- 1987: Não é azul mas é mar, CBS (LP, CD).
- 1988: Bird of Paradise, CBS (LP, CD).
- 1989: Puzzle of hearts, CBS (CD).
- 1989: Océano, CBS (CD).
- 1992: Coisa de acender, Sony Music (CD).
- 1994: Esquinas, Sony Music (CD).
- 1995: Novena, Sony Music (CD).
- 1996: Malásia, Sony Music (CD).
- 1998: Meus Momentos, EMI Music Distribution (CD).
- 1998: Bicho solto o XIII, Sony Music (CD).
- 1999: Djavan ao vivo (volumen 1 y 2 en vivo) Epic/Sony Music CD, DVD
- 2001: Novelas, Som Livre (CD).
- 2001: Milagreiro, Epic/Sony Music (CD).
- 2004: Vaidade, Luanda Records (CD).
- 2005: Djavan na pista, Luanda Records (CD).
- 2007: Matizes, Luanda Records (CD).
- 2010: Ária, Luanda Records (CD).
- 2012: Rua dos amores, Luanda Records (CD).
- 2015:  Vidas pra contar, Luanda Records (CD)
- 2017: Com mais ninguém, Luanda Records (CD)
- 2018: Vesúvio, Luanda Records (CD)
- 2022: D, Luanda Records (CD)[4]

### Otros trabajos
- 1997: Songbook Djavan (set de tres álbumes) Lumiar Discos, en CD.
- 1988: Brazilian Knights and a Lady (con Ivan Lins y Patti Austin), en CD.
- 1983: Para viver um grande amor (banda de sonido de la película), CBS, en LP

### Colaboraciones con artistas internacionales
- 1987: Lee Ritenour: Portrait, GRP/Universal
- 1987: The Manhattan Transfer: Brasil, Atlantic
- 1992: Toots Thielemans: The Brasil Project
- 2001: Marcus Miller: M², Telarc Distribution
- 2004: Caetano Veloso: Sound and Vision, Universal International
- 2005: Lee Ritenour: World of Brazil, GRP
- 2006: Richard Bona: Tiki, Decca
- 2012: Zucchero: La Sesión Cubana, Decca

## Reconocimiento

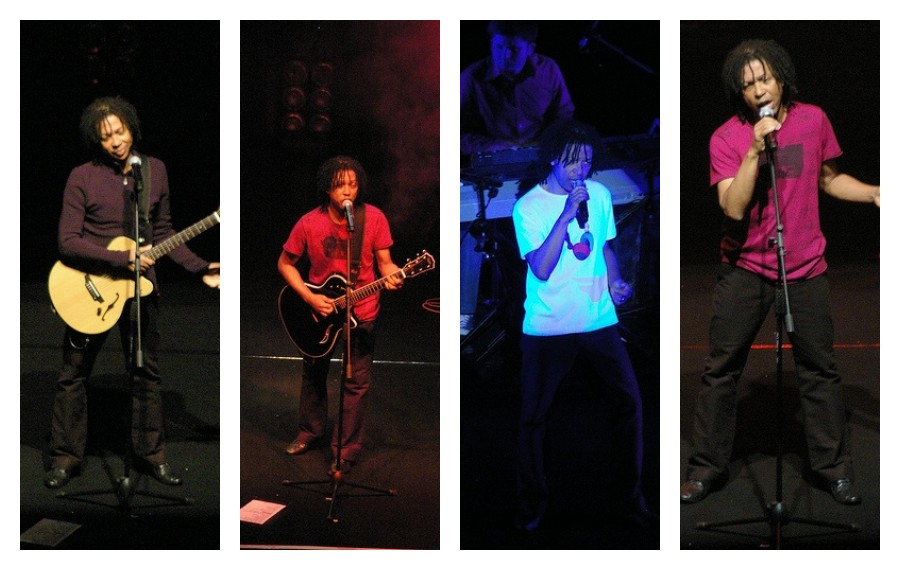
Djavan durante un concierto en Chile, en 2008.

Sus canciones han sido grabadas en Brasil por:
- Johnny Alf
- João Bosco
- Chico Buarque
- Dori Caymmi
- Nana Caymmi
- Gal Costa
- Dominguinhos
- Lenine
- Maria Bethânia
- Ney Matogrosso
- Daniela Mercury
- Caetano Veloso
- Paralamas Do Sucesso

y otros artistas.
Internacionalmente ha sido versionado por:
- Loredana Bertè
- Al Jarreau
- Carmen McRae
- The Manhattan Transfer
- Toots Thielemans Armonicista belga
- Ketama
- Presuntos Implicados
- Claudia Acuña.

El disco doble de su concierto grabado en vivo, Ao vivo, ha vendido 1,2 millones de copias y la canción Acelerou se convirtió en la mejor canción brasileña del año 2000 en los Latin Grammy Awards. En 2007 lanzó su nuevo disco Matizes y una gira por Brasil para promocionarlo. El 19 de agosto de 2013 gana el "Premio Contigo" al mejor cantante, en Río de Janeiro.